# 拉图 (头衔)
拉图（Ratu），是斐济酋长的最高等级头衔，男性称为“拉图”，女性称“阿迪”（Adi）。该头衔由表大的“拉”（Ra）和意为酋长的“图”（Tu）两部分组成，1874年开始使用。